# Gunnar Björnstrand
Gunnar Björnstrand (właśc. Knut Gunnar Johanson; ur. 13 listopada 1909 w Sztokholmie, zm. 26 maja 1986 w Djursholm) – szwedzki aktor filmowy i teatralny, znany przede wszystkim z produkcji reżyserowanych przez Ingmara Bergmana.

## Wybrana filmografia
- 1957: Siódma pieczęć jako Jöns
- 1957: Tam, gdzie rosną poziomki jako Evald Borg
- 1961: Jak w zwierciadle jako David
- 1963: Goście Wieczerzy Pańskiej jako pastor Tomas Ericsson